# ابو قیرفا
ابو قیرفا در عربستان سعودی است که در استان مکه واقع شده‌است.